# スティーヴ・ハケット
スティーヴ・ハケット（Steve Hackett、本名：Stephen Richard Hackett、1950年2月12日 -）は、イングランド・ロンドン出身のギタリスト、シンガーソングライター。
プログレッシブ・ロック・バンド「ジェネシス」の元メンバーとして知られる。2010年、同バンド名義で『ロックの殿堂』入りを果たした。

## 略歴

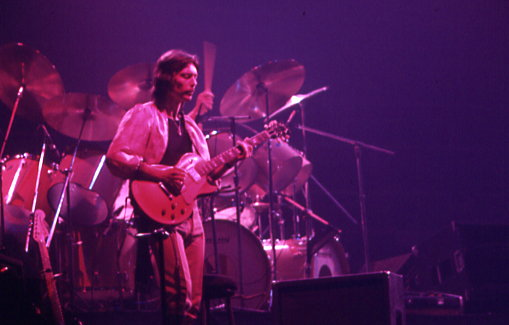
ジェネシス - カナダ公演 (1977年6月)

プロのキャリアとしてはCanterbury Glass、Sarabandeといったバンドを経て、1970年にクワイエット・ワールドのアルバム『永遠なる回帰』でデビュー。その直後、アンソニー・フィリップスに替わってジェネシスに加入。同バンドのサード・アルバム『怪奇骨董音楽箱』（1971年）から1977年のライブ・アルバム『幻惑のスーパー・ライヴ』まで参加、以降は主にソロ・アーティストとして活動している。ソロ活動では実弟であるジョン・ハケット（フルート奏者）との共演も多い。
1975年、ジェネシス在籍中に初のソロ・アルバム『ヴォヤージ・オブ・ジ・アカライト（侍祭の旅）』を発表。ボーカルのピーター・ガブリエルが脱退し、ジェネシスとしての活動が停滞していた時期であり、フィル・コリンズ、マイク・ラザフォードも制作に参加している。その他、サリー・オールドフィールドやパーシー・ジョーンズ、ソロ活動初期の盟友となるジョン・アコック（キーボード / エンジニアリング / プロデュース）らが参加。
1977年、ジェネシスの2枚組ライブ・アルバム『幻惑のスーパー・ライヴ』のミックスダウン中にバンドを脱退。翌1978年に脱退後初となるセカンド・ソロ『プリーズ・ドント・タッチ』を発表。ウッドストック・フェスティバルのオープニング・アクトとして著名なリッチー・ヘブンス、R&Bシンガーのランディ・クロフォード、カンサスのスティーヴ・ウォルシュと多彩なゲストシンガーを迎えて制作された。また、ジェネシスのツアー・サポートを始めていたチェスター・トンプソン（ドラムス、パーカッション）も参加している。
1979年、『スペクトラル・モーニングス（虹色の朝）』、1980年『ディフェクター』と、ファーストと共に名作と並び称される作品を発表。長年に渉り創作活動を共にするニック・マグナス（キーボード）は、この時期から制作に参加している。
1981年、ニック・マグナス、ジョン・ハケットと共に『キュアード』を制作。この年にはアートワークを担当していたキム・プーアと結婚しており、本作は彼女に捧げられた。また、前作までのバンド形態をいったん解消し、リズムセクションはドラムマシンが導入されている。この頃よりポップな要素が含まれた作風が目立ち始めた。
1983年『ハイリー・ストラング』を発表。その後のライブ・レパートリーでも定番となり、スティーヴ自身が後に立ち上げたカミノ・レコードの由来でもある「Camino Royal」や、シングルとして英国でスマッシュヒットした「Cell 151」が収録された作品。バンド・サウンドを復活させた意欲作であるが、この作品を最後にジェネシス時代より所属していたカリスマ・レコードとの契約が終了した。
1983年『ベイ・オブ・キングス』を発表。クラシック・ギターをメインに据えた初の全編インストゥルメンタルの作品であり、『キュアード』と同様にスティーヴとニック・マグナス、ジョン・ハケットの3人で制作された。本作はイタリアのスポーツカー・メーカーランボルギーニが立ち上げた「ランボルギーニ・レコード」へ移籍してのリリースとなった。本作を契機に、ロック作品と並行してクラシック／アコースティックのインストゥルメンタル・アルバムの制作が開始された。ランボルギーニ・レコードからは12インチ・シングル「A Doll That's Made in Japan」も発売されている。
1986年、スティーヴ・ハウと結成したGTRが成功したが、ツアーが終了後にすぐに脱退した。
1996年、ロンドン・フィルハーモニー管弦楽団やビル・ブルーフォードらと共演し、ジェネシスの音楽を再構築したアルバム『ジェネシス・リヴィジテッド（新約創世記）』を制作した。それをきっかけに、ジョン・ウェットン、イアン・マクドナルド、チェスター・トンプソン、ジュリアン・コルベックとライブ用バンドを結成し、来日公演を行っている。
1999年、前年に発表されたジェネシスのCDボックス『アーカイヴ 1967-1975』制作にあたり、トニー・バンクス、フィル・コリンズ、マイク・ラザフォードの3人に加えピーター・ガブリエルら歴代メンバーと再会したのを機に、1974年当時のラインナップでトレヴァー・ホーンのプロデュースによって「Carpet Crawlers 1999」をレコーディングした。こちらはジェネシスのシングルとしてリリースされ、ベスト盤『ジェネシス・ベスト・アルバム』にも収録された。『アーカイヴ 1967-1975』では、録音状態の悪いライブ音源を補完するために、スティーヴのギター含め、各人が当時の音源にオーバーダブを施した。同年のソロ活動としては『ダークタウン』が発表されている。

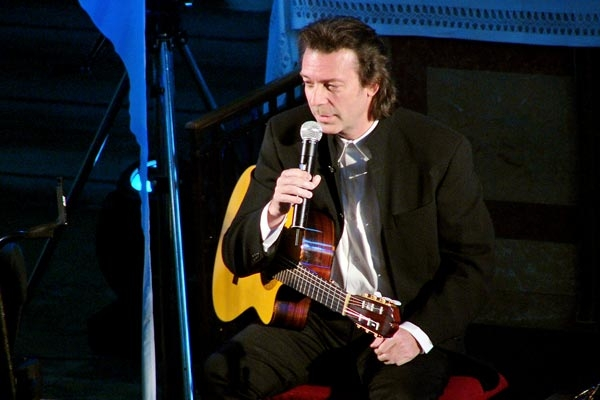
ドイツ・ブラウンシュヴァイク公演 (2005年6月)

2003年頃からハンガリーのエスニック・ジャズ・バンド、ジャベ（Djabe）と接近。スペシャル・ゲストとしての共演からメンバーとしても含められるようになり、パーマネントではないにしても現在まで、複数の作品やライブ活動にギターとボーカルで参加し、ライブの一部はジャベのDVDに収録されている。
2007年、画家、ジュエリー・デザイナーのキム・プーアと離婚。彼女はファースト・ソロ作『ヴォヤージ・オブ・ジ・アカライト（侍祭の旅）』から、彼のほとんどの作品でジャケットアートを手がけていた。
2010年、ジェネシスがロックの殿堂入りを果たした際、ピーターを除いた往時の4人で授賞式に参加。

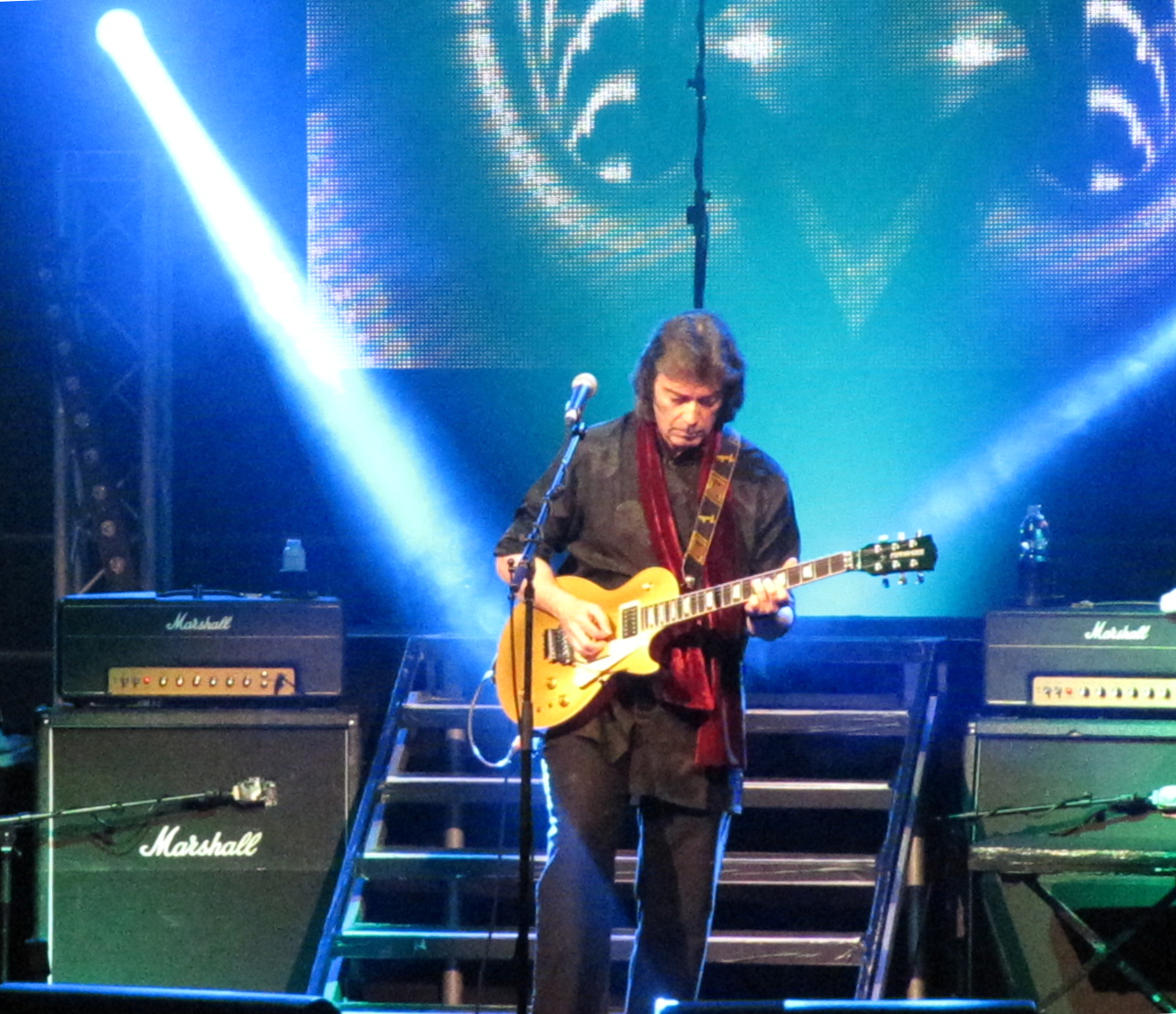
ドイツ・シュトゥットガルト公演 (2013年4月)

2011年には、近年のバンド・メンバーの一人アマンダ・レーマン（ギター、ボーカル）の姉妹であるジョー・レーマンと3度目の結婚。彼女はこの数年の作品中で、共作者の一人としてクレジットされている。
2012年、イエスのベーシスト、クリス・スクワイアとのユニット名義「スクアケット（SQUACKETT）」でアルバム『ア・ライフ・ウィズィン・ア・デイ』を発表。
また、『ジェネシス・リヴィジテッドII』を発表し、ワールドツアーを敢行。日本には2013年6月に来日公演を行った。同年5月のハマースミス・アポロ公演は、Prog Rock Awards 2013の「Live Event」部門を受賞。この時の模様はCD/DVDのボックスセットとして発表された。
2014年には「Genesis Extended - World Tour」として欧米ツアーが再開。
2015年、アルバム『ウルフライト〜月下の群狼』、2017年アルバム『ザ・ナイト・サイレン〜天空の美情』をリリース。

## 音楽性

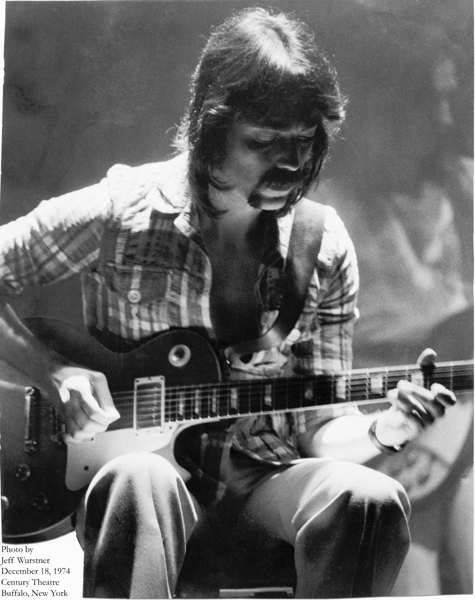
ジェネシス - ニューヨーク公演 (1974年12月)

ジェネシスやピーター・ガブリエルがそれぞれの方向性を変化させながら確固としたポジションを獲得していく一方で、スティーヴは1970年代ジェネシスの音楽性を色濃く残しながら自らの音楽を発展させてきた。その中でもバリエーションを持ち、時代性も取り込んできた。プログレッシブ・ロックの定石とも言えるクラシック音楽の影響もさることながら、ジェネシス脱退後初となる2ndソロ『プリーズ・ドント・タッチ』（1978年）では、フォーク、R&Bやアメリカン・プログレ・ハードのテイストを、当時活躍していたシンガーたちをゲストに招くことで打ち出し、その一方でギターシンセという新しいテクノロジーをも導入。その後の作品群ではギターをフィーチャーしつつ、叙情性、ポップ性、ダークネスを絶妙にブレンドさせて独自のスタイルを確立した。
1980年代は、よりポップなアプローチを取りながらブラジルや中近東の音楽にも接近し、向けた地域性は異なるもののピーターと同様にワールド・ミュージックに視野を広げた時期でもある。その後のGTRは彼のキャリアでは異色ではあるが、親しみやすいハード・ポップを展開。1990年代にはノイジーなギター・サウンドやブレイクビーツの導入にも挑戦している。またクラシック／アコースティック作品以外では一貫して、ギター・インストゥルメンタルだけでアルバムを占めるという作風は取らず、常にバランスを考慮した作品を作っている。

## プレイスタイル
初期ジェネシスでは椅子に腰掛けたままライブに臨んでいたため、ピーター・ガブリエルのシアトリカルで派手なパフォーマンスも相俟って、様々な新しい奏法でギターサウンドを創っていたにもかかわらず、決して目立つ存在ではなかった。ソロ転向後はギターだけでなく（リード／バッキング共に）ボーカルを披露する機会も増え、ステージでは中央に構え、フロントマンとしての存在感を出している。
アグレッシヴでトリッキーなプレイ、サステインを効かせた、「泣き」のフレージングが特徴。ピックや右手の指で弦を擦って上下させる悲鳴のようなグリッサンド、ピックでピックアップをノックし、時計の秒針のような効果音を出す、ピックアップのスイッチを小刻みに切り替える、様々なアームワークなど、通常の演奏以外のアウトプットも引き出しが多い。
また、トレモロ奏法などを駆使した本格的なクラシック・ギター演奏も、彼の音楽の大きな部分を占める。そしてあまり披露しないがブルースにも造詣が深く、ブルースハープも得意としている。
ジェネシス時代から永くギブソン社のレスポールを愛用しているが、フェルナンデス社がサスティナーを開発してからは、殆どのステージで同社のレスポール・モデルをメインギターとして使用している。アコースティック・ギターはヤイリ社のものを主に使用。
また、この十年ほどはピックを持たず、エレクトリック・ギターの多くの演奏では、指先をピックを持ったような形状にしてピッキングしている。
タッピング奏法の先駆者と言われている。ジェネシスに初参加した『怪奇骨董音楽箱』（1971年）に収録の「The Musical Box」「The Return of the Giant Hogweed」で、既に右手（彼の場合、正確にはピック）でギターの指板上で弦を押さえ、高速アルペジオを演奏している。これは、一般的にオリジネーターとされているエドワード・ヴァン・ヘイレンが音楽シーンに現れるよりもずっと前に記録された音で、本人の説明によればバッハの「トッカータとフーガ」からのフレーズを1本の弦で演奏するというアイディアから発展したという。また、『月影の騎士』（1973年）収録の「Dancing with the Moonlit Knight」のギター・ソロでは、タッピングに加えスウィープ奏法も披露している。

## ディスコグラフィ

### クワイエット・ワールド
- 『永遠なる回帰』 - The Road (1970年)

### ジェネシス
- 『怪奇骨董音楽箱』 - Nursery Cryme (1971年)
- 『フォックストロット』 - Foxtrot (1972年)
- 『ジェネシス・ライヴ』 - Live (1973年)
- 『月影の騎士』 - Selling England By The Pound (1973年)
- 『眩惑のブロードウェイ』 - The Lamb Lies Down On Broadway (1974年)
- 『トリック・オブ・ザ・テイル』 - A Trick Of The Tail (1976年)
- 『静寂の嵐』 - Wind and Wuthering (1976年)
- 『眩惑のスーパー・ライヴ』 - Seconds Out (1977年)

脱退後のリリース作品
- 『スリー・サイズ・ライヴ』 - Three Sides Live (1982年) ※UK盤のみ在籍時の「It/Watcher of the skies」が聴ける
- 『ジェネシス・アーカイヴ 1967-1975』 - Genesis Archive 1967-1975 (1998年)
- 『ジェネシス・ベスト・アルバム』 - Turn It On Again (1999年)
- 『ジェネシス・アーカイヴ2 1976-1992』 - Genesis Archive 1976-1992 (2000年)

### GTR
- 『GTR』 - GTR (1986年)
- 『キング・ビスケット・ライヴ』 - King Biscuit Flower Hour Presents (1997年)

### スクアケット
- 『ア・ライフ・ウィズィン・ア・デイ』 - A Life Within a Day (2012年)

### スティーヴ・ハケット&ジャベ
- 『サマー・ストームズ&ロッキング・リヴァーズ』 - Summer Storms & Rocking Rivers (2017年)
- 『ライフ・イズ・ア・ジャーニー〜ザ・サルディニア・テイプス』 - Life Is A Journey - The Sardinia Tapes (2017年)
- 『ライフ・イズ・ア・ジャーニー〜ブダペスト・ライヴ・テイプス』 - Life Is A Journey - The Budapest Live Tapes (2018年)
- 『バック・トゥ・サルディニア』 - Back to Sardinia (2019年)
- 『ザ・ジャーニー・コンティニューズ』 - The Journey Continues (2021年)

### ソロ

#### スタジオ・アルバム
- 『ヴォヤージ・オブ・ジ・アカライト（侍祭の旅）』 - Voyage of the Acolyte (1975年)
- 『プリーズ・ドント・タッチ』 - Please Don't Touch ! (1978年)
- 『スペクトラル・モーニングス（虹色の朝）』 - Spectral Mornings (1979年)
- 『ディフェクター』 - Defector (1980年)
- 『キュアード』 - Cured (1981年)
- 『ハイリー・ストラング』 - Highly Strung (1983年)
- 『ベイ・オブ・キングス』 - Bay of Kings (1983年) ※初のクラシック・ギター作品集。全曲オリジナル
- 『ティル・ウイ・ハブ・フェイセス』 - Till We Have Faces (1984年)
- 『モーメンタム』 - Momentum (1988年) ※クラシック・ギター作品集。 全曲オリジナル
- 『ギター・ノアール』 - Guitar Noir (1993年)
- 『ブルース・ウィズ・ア・フィーリング』 - Blues With a Feeling (1995年) ※異色のブルース・ロック作品。ブルース・ハープも演奏
- 『ジェネシス・リヴィジテッド（新約創世記）』 - Genesis Revisited (1996年) ※様々なゲストと構築したジェネシスのセルフ・カバー
- 『ア・ミッドサマー・ナイツ・ドリームス（真夏の夜の夢）』 - A Midsummer Night's Dream (1997年) ※クラシック・ギターとオーケストラとの共演盤
- 『ダークタウン』 - Darktown (1999年)
- 『スケッチズ・オブ・サティ (エリック・サティの風景)』 - Sketches of Satie (2000年) ※ハケット兄弟によるギターとフルート二重奏。サティ作品集
- 『フィードバック86』 - Feedback '86 (2000年)
- 『トゥ・ウォッチ・ザ・ストームズ』 - To Watch the Storms (2003年)
- 『メタモルフェウス』 - Metamorpheus (2005年) ※クラシック・ギターとオーケストラとの共演盤
- 『ワイルド・オーキッズ』 - Wild Orchids (2006年)
- 『トリビュート』 - Tribute (2007年) ※クラシック・ギター作品。 自作3曲以外はJ.S.バッハなどクラシック作品
- 『闇を抜けて〜アウト・オブ・ザ・トンネルズ・マウス』 - Out of the Tunnel's Mouth (2009年)
- 『幻影の彼方〜ビヨンド・ザ・シュラウデッド・ホライゾン』 - Beyond the Shrouded Horizon (2011年)
- 『ジェネシス・リヴィジテッドII』 - Genesis Revisited II (2012年) ※16年ぶりのジェネシス・セルフカバー第2弾。2枚組。自身のソロ作再録もあり
- 『ウルフライト〜月下の群狼』 - Wolflight (2015年)
- 『ザ・ナイト・サイレン〜天空の美情』 - The Night Siren (2017年)
- 『アット・ジ・エッジ・オブ・ライト〜光と闇の深淵にて』 - At the Edge of Light (2019年)
- 『紺碧の天空』 - Under a Mediterranean Sky (2021年)
- 『サレンダー・オブ・サイレンス〜静寂の終焉』 - Surrender of Silence (2021年)
- 『サーカスと夜鯨の秘話』 - The Circus and The Nightwhale (2024年)

#### ライブ・アルバム
- 『タイム・ラプス〜ライヴ!』 - Time Lapse (1992年)
- 『メニィ・サイズ・トゥ・ザ・ナイト』 - There are Many Sides to the Night (1995年) ※アコースティック・ライブ
- 『TOKYOテープス〜ジェネシス・リヴィジテッド・ライヴ1996』 - The Tokyo Tapes (1998年) ※『Genesis Revisited』に伴うライブ。未発表2曲を含む
- 『ライヴ・アーカイヴ - リミテッド・ボックス・エディション 』 - Live Archive 70's 80's 90's (2001年)
- Live Archive 70's Newcastle (2001年)
- 『サムホエア・イン・サウス・アメリカ〜ライヴ・イン・ブエノス・アイレス』 - Somewhere in South America (2002年)
- 『ハンガリアン・ホライズンズ〜アコースティック・ライヴ・イン・ブダペスト』 - Hungarian Horizons (2003年)
- Live Archive NEARfest (2003年)
- Live Archive '03 (2004年)
- Live Archive '04 (2004年)
- Live Archive '05 (2005年)
- 『レールズ〜アンソロジー・ライヴ2011』 - Live Rails (2011年)
- 『ジェネシス・リヴィジテッド・ライヴ・アット・ハマースミス』 - Genesis Revisited Live at Hammersmith (2013年) ※Genesis Revisited Tour 2013のロンドン公演の模様。2DVD、3CDのBOX
- 『ライヴ・アット・ロイヤル・アルバート・ホール』 - Genesis Revisited Live at The Royal Albert Hall (2014年) ※2CD+2DVD
- 『《Access All Areas》ライヴ1990』 - Access All Areas (2014年)
- 『ザ・トータル・エクスペリエンス - ライヴ・イン・リヴァプール 2015』 - The Total Experience Live in Liverpool (2016年)
- 『ザ・トータル・エクスペリエンス - ライヴ・イン・ジャパン 2016』 - The Total Experience Live in Japan (2016年)
- 『ライヴ・イン・バーミンガム』 - Wuthering Nights (2018年)
- 『スティーヴ・ハケットwithオーケストラ 創造の響宴〜ライヴ・イン・ロンドン2018』 - Genesis Revisited Band & Orchestra Live At the Royal Festival Hall（2019年）※2CD+BD
- Selling England By The Pound & Spectral Mornings: Live At Hammersmith (2020年) ※2019年公演、2013年の物とは異なる。
- 『ジェネシス・リヴィジテッド・ライヴ:セカンズ・アウト&モア』 - Genesis Revisited Live: Seconds Out & More (2022年)
- 『創世紀への新章~ライヴ・イン・ブライトン2022』 - Foxtrot at Fifty + Hackett Highlights: Live in Brighton (2023年)
- 『追憶のブロードウェイ~ライヴ・アット・ロイヤル・アルバート・ホール 2024』 - The Lamb Stands Up Live At The Royal Albert Hall (2025年)

#### コンピレーション・アルバム
- 『非公式バイオグラフィー』 - The Unauthorized Biography (1992年)
- 『ジェネシス・ファイル』 - Genesis Files (2002年) ※『Genesis Revisited』全曲を含む編集盤
- Guitare Classique (2002年)
- Genesis Revisited II Selection (2013年) ※前作に未収録の「Carpet Crawlers」（Vo.レイ・ウィルソン）を加え、更に選曲を施した短縮編集盤